# Trofeo Alfredo Binda-Comune di Cittiglio 2012
De 37e editie van de Italiaanse wielerwedstrijd Trofeo Alfredo Binda-Comune di Cittiglio werd gehouden op 25 maart 2012. De start- en aankomstplaats lagen in Cittiglio. Het was de tweede wedstrijd van de Wereldbeker Wielrennen voor Vrouwen 2012. 
Op 10 km van de aankomst ontsnapten de Nederlandse Marianne Vos en de Amerikaanse Evelyn Stevens uit het peloton. Die laatste werd echter na een val weer bijgehaald. Marianne Vos kwam uiteindelijk alleen over de eindstreep en won daarmee haar derde Trofeo Alfredo Binda. De Italiaanse Tatiana Guderzo won vervolgens de sprint van het overgebleven peloton, voor de Duitse Trixi Worrack.
Na haar eerdere overwinning in de Ronde van Drenthe, verstevigde Marianne Vos haar leidersplaats in de wereldbekerstand.

## Uitslag
| Plaats  | Naam                     | Ploeg                         | Tijd     |
| ------- | ------------------------ | ----------------------------- | -------- |
| Winnaar | Marianne Vos             | Rabo Women Cycling Team       | 3u16'28" |
| 2       | Tatiana Guderzo          | MCipollini-Giambenini-Gauss   | +34"     |
| 3       | Trixi Worrack            | Specialized-Lululemon         | z.t.     |
| 4       | Judith Arndt             | GreenEdge-AIS                 | z.t.     |
| 5       | Emma Johansson           | Hitec Products - Mistral Home | z.t.     |
| 6       | Noemi Cantele            | BePink                        | z.t.     |
| 7       | Pauline Ferrand-Prévot   | Rabo Women Cycling Team       | z.t.     |
| 8       | Emma Pooley              | AA Drink - Leontien.nl        | z.t.     |
| 9       | Karol-Ann Canuel         | Vienne Futuroscope            | z.t.     |
| 10      | Ashleigh Moolman         | Lotto Belisol Ladies          | +37"     |
| 11      | Alena Amialiusik         | BePink                        | z.t.     |
| 12      | Giorgia Bronzini         | Diadora-Pasta Zara-Manhattan  | +41"     |
| 13      | Annemiek van Vleuten     | Rabo Women Cycling Team       | z.t.     |
| 14      | Nicole Cooke             | Faren Honda Team              | z.t.     |
| 15      | Martine Bras             | Dolmans-Boels Cycling Team    | z.t.     |
| 16      | Adrie Visser             | Nederland                     | z.t.     |
| 17      | Loes Gunnewijk           | Greenedge-Ais                 | z.t.     |
| 18      | Christel Ferrier-Bruneau | Hitec Products - Mistral Home | z.t.     |
| 19      | Tiffany Cromwell         | Greenedge-Ais                 | z.t.     |
| 20      | Christine Majerus        | Team GSD Gestion              | z.t.     |

1974 · 1975 · 1976 · 1977 · 1978 · 1979 · 1980 · 1981 · 1982 · 1983 · 1984 · 1985 · 1986 · 1987 · 1988 · 1989 · 1990 · 1991 · 1992 · 1993 · 1994 · 1995 · 1996 · 1997 · 1998 · 1999 · 2000 · 2001 · 2002 · 2003 · 2004 · 2005 · 2006 · 2007 · 2008 · 2009 · 2010 · 2011 · 2012 · 2013 · 2014 · 2015 · 2016 · 2017 · 2018 · 2019 · 2020 · 2021 · 2022 · 2023 · 2024 · 2025